# Therapis
Therapis là một chi bướm đêm thuộc họ Geometridae.

## Các loài
- Therapis flavicaria (Denis & Schiffermüller, 1775)